# GNR-Klasse H4
Die Dampflokomotiven der Klasse H4 der britischen Bahngesellschaft Great Northern Railway (GNR) waren Schlepptenderlokomotiven der Achsfolge 1’C (Mogul) nach einem Entwurf von Nigel Gresley, dem Chefingenieur der GNR, aus dem Jahr 1920. Infolge des Railways Act 1921 ging die GNR 1923 in der London and North Eastern Railway (LNER) auf, bei der Gresley ebenfalls die Position des Chefingenieurs (Chief mechanical engineer) übernahm. Nunmehr als Klasse K3 der LNER bezeichnet, wurden die für schnelle Güterzüge vorgesehenen Lokomotiven, die aber auch im Personenverkehr bis hin vor Expresszügen eingesetzt wurden, weiter beschafft. Zwischen 1920 und 1937 entstanden insgesamt 193 Exemplare der Klasse. Ab 1959 begann bei British Railways, in denen die LNER 1948 aufgegangen war, die Ausmusterung der Maschinen, die bis 1962 abgeschlossen wurde. Es blieb keine Maschine erhalten.

## Geschichte
Gresley hatte bereits 1917 eine verstärkte und leistungsfähigere Version der von ihm entwickelten und ab 1914 gebauten Klasse H3 der GNR (die spätere LNER-Klasse K2), einer Zweizylinder-Maschine für schnelle Güterzüge, in Erwägung gezogen. Die dafür erforderliche Vergrößerung der Zylinder und die damit verbundenen Belastungen des Antriebs hatten ihn jedoch davon Abstand nehmen lassen. Nachdem sich bei der ab 1918 gebauten GNR-Klasse O2 Gresleys neuentwickelte Steuerung für den Innenzylinder bei Dreizylinder-Lokomotiven bewährte, nahm er die Entwicklung einer leistungsfähigeren Mogul für schnelle Güterzüge erneut in Angriff. Mit der Auslegung auf drei Zylinder war eine Reduzierung des Zylinderdurchmessers möglich und zu hohe Belastungen der Stangenlager konnten vermieden werden.
Die ersten zehn Maschinen der neuen Klasse H4 entstanden in den Jahren 1920 und 1921 in den Doncaster Works der GNR. Von ihren zweizylindrigen Vorgängerinnen der Klasse H3 unterschieden sie sich neben dem Dreizylinderantrieb vor allem durch den Kessel mit deutlich größerem Durchmesser; mit 1,83 m (6 ft) war es der bis dahin größte Durchmesser im Lokomotivbau der britischen Eisenbahnen. Sie zählten zum Zeitpunkt ihrer Beschaffung zu den leistungsfähigsten Güterzuglokomotiven im britischen Eisenbahnsystem und waren in der Lage, Züge mit 20 Drehgestellwagen mit bis zu 75 mph (ca. 120 km/h) zu befördern. Bedingt durch den landesweiten Streik im britischen Bergbau im Jahr 1921 kurz nach Auslieferung der Maschinen wurden sie zur Kohleersparnis statt vor den vorgesehenen schnellen Güterzügen meist vor Expresszügen eingesetzt, eine Aufgabe, der sich die Lokomotiven auch vor langen Zügen durchaus gewachsen zeigten, auch wenn ihr rauer Lauf sich dabei als nachteilig erwies. Zeit ihres Dienstes gab es immer wieder Probleme durch sich lockernde Bolzen und Befestigungen vor allem im Führerhaus sowie Schäden am Kuppelkasten von Lokomotive und Tender. Der typische Auspuffschlag des Dreizylinderantriebs und das raue, unrythmische Laufverhalten führten dazu, dass sie nach der zum Zeitpunkt ihrer Beschaffung neuen und populären Jazzmusik von den Personalen den Spitznamen „Jazzers“ bekamen.
Nachdem die GNR 1923 in der LNER aufgegangen war, wurde die nunmehr als K3 bezeichnete Klasse weiter beschafft. In sechs Losen kamen bis 1937 weitere 183 Maschinen zur LNER. Neben den LNER-eigenen Werkstätten in Doncaster und Darlington waren auch Armstrong Whitworth, Robert Stephenson & Co. und North British Locomotive am Bau der Maschinen beteiligt. Die verschiedenen Lose unterschieden sich in diversen Details, die LNER ordnete die jeweils gelieferten Lokomotiven sechs Unterklassen K3/1 bis K3/6 zu. 1935 wurden die Lokomotiven der Unterklassen K3/4 bis K3/6 von der LNER der Unterklasse K3/2 zugeordnet, da die Bauartunterschiede – die K3/3 besaßen bspw. zusätzlich Westinghouse- und Vakuumbremsen und waren damit auch für Personenzugeinsätze geeignet – als eher marginal bewertet wurden. Die zehn Lokomotiven des ersten, noch an die GNR gelieferte Loses wurden als K3/1 eingeordnet und wiesen das Lichtraumprofil der GNR auf, das gegenüber dem dann bei der LNER eingeführten Standard-Lichtraumprofil etwas höher war. Ende der 1930er Jahre wurden die K3/1 dem LNER-Lichtraumprofil angepasst und dann ebenfalls als K3/2 eingeordnet, hierzu musste vor allem die Schornsteinhöhe etwas reduziert werden. Die Nummerierung bei der LNER erfolgte zunächst uneinheitlich; während die noch an die GNR gelieferten Lokomotiven den Nummernblock 4000 bis 4009 erhielten, bekamen die weiteren Maschinen noch freie Nummern ohne erkennbare Systematik. Erst 1947 systematisierte die LNER ihre Lokomotivnummern, die K3 erhielten dabei die Nummern 1800 bis 1992. British Railways (BR) übernahm 1948 die Klasse unter den Nummern 61800 bis 61992, verzichtete aber auf die Unterteilung in Unterklassen.
Edward Thompson, der nach Gresleys Tod 1941 Chefingenieur der LNER geworden war, lehnte Gresleys Dreizylinderantrieb vehement ab und setzte auf einfache Zweizylinderbauarten. Er ließ daher 1945 eine K3 versuchsweise in eine Zweizylindermaschine umbauen. Sie erhielt dazu Zylinder der von Thompson entwickelten LNER-Klasse B1, einen neuen, für höheren Druck von 225 PSi geeigneten Kessel sowie einen neuen Rahmen und neue Räder, womit von der Originallokomotive relativ wenige Teile übrig blieben. Die umgebaute Lokomotive wies einen günstigeren Kohlenverbrauch sowie etwas bessere Laufeigenschaften auf und war dank des fehlenden Innenzylinders wartungsfreundlicher. Der hohe Aufwand des Umbaus, der fast einem Neubau entsprach, führte dazu, dass LNER wie auch BR von weiteren Umbauten Abstand nahmen, zumal Thompson als ursprünglicher Initiator des Umbaus bereits 1946 in den Ruhestand gegangen war.
Eingesetzt wurden die K3 fast im gesamten Netz der LNER. Die GNR hatte die ersten zehn Exemplare in den Depots in London King’s Cross, Peterborough und Doncaster stationiert. Die ersten Lieferungen an die LNER kamen ebenfalls in das ehemalige GNR-Netz, dort verdrängten sie ältere Mogul-Lokomotiven der Klassen K1 und K2 in andere Teile des LNER-Netzes. Sie wurden wie vorgesehen vor allem vor schnellen Kohlezügen aus den mittelenglischen Bergbaurevieren nach London eingesetzt und reduzierten damit die Behinderungen auf der East Coast Main Line durch die bisherigen langsamen Güterzüge. Darüber hinaus übernahmen sie Leistungen im Güterverkehr und aushilfsweise auch im Personenverkehr in weiten Teilen des LNER-Netzes von London bis nach Schottland. Aufgrund ihrer hohen Achslast blieb ihr Einsatz jedoch weitgehend auf entsprechend ausgebaute Hauptstrecken begrenzt. Mit einsetzender Auslieferung der neuen Prairies der Klasse V2 wurden die K3 teilweise in nachrangige Leistungen des Güterverkehrs verdrängt.
British Railways übernahm 1948 alle 193 Exemplare der Klasse und setzte sie weiterhin in den gewohnten Diensten ein. Eingestuft wurden sie in die Leistungsklasse 5P6F. Ihre Einsätze umfassten nun neben ihrem bisherigen Einsatzgebiet im ehemaligen LNER-Netz auch Strecken der ehemaligen London, Midland and Scottish Railway (LMS). Die erste Maschine wurde erst 1959 aufgrund schlechten Zustands des Mittelzylinders ausgemustert. Dann setzte die Ausmusterung jedoch in großem Umfang ein und im Dezember 1962 wurden die letzten Maschinen bereits aus dem planmäßigen Dienst zurückgezogen und ausgemustert. Drei Maschinen wurden kurze Zeit noch als stationäre Kesselanlagen genutzt, jedoch bis 1965 ebenfalls außer Dienst genommen. Die meisten Maschinen wurden rasch verschrottet, die letzte im Februar 1966. Es blieb kein Exemplar dieser Klasse erhalten.

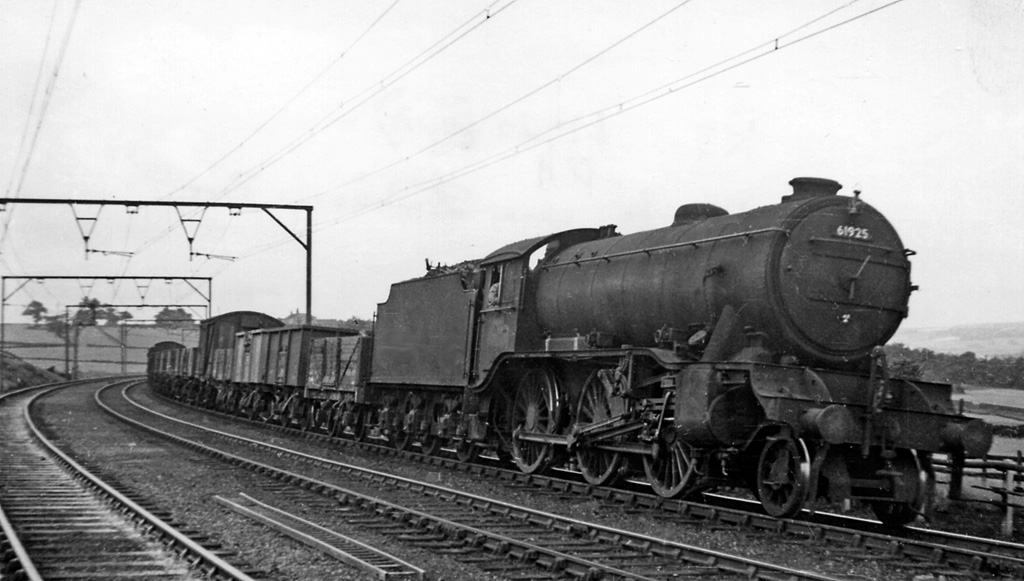
Lokomotive 61925 im Jahr 1951 vor einem Güterzug auf der Woodhead Line, die Arbeiten zur Elektrifizierung der Strecke wurden erst drei Jahre später abgeschlossen
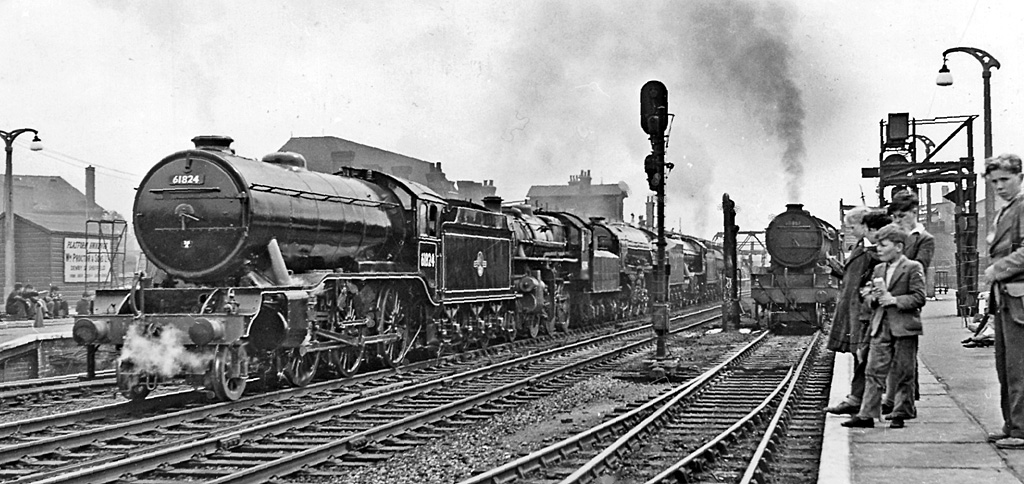
Lokomotive 61824 in Doncaster an der Spitze eines Zuges in den dortigen Werkstätten untersuchter Lokomotiven
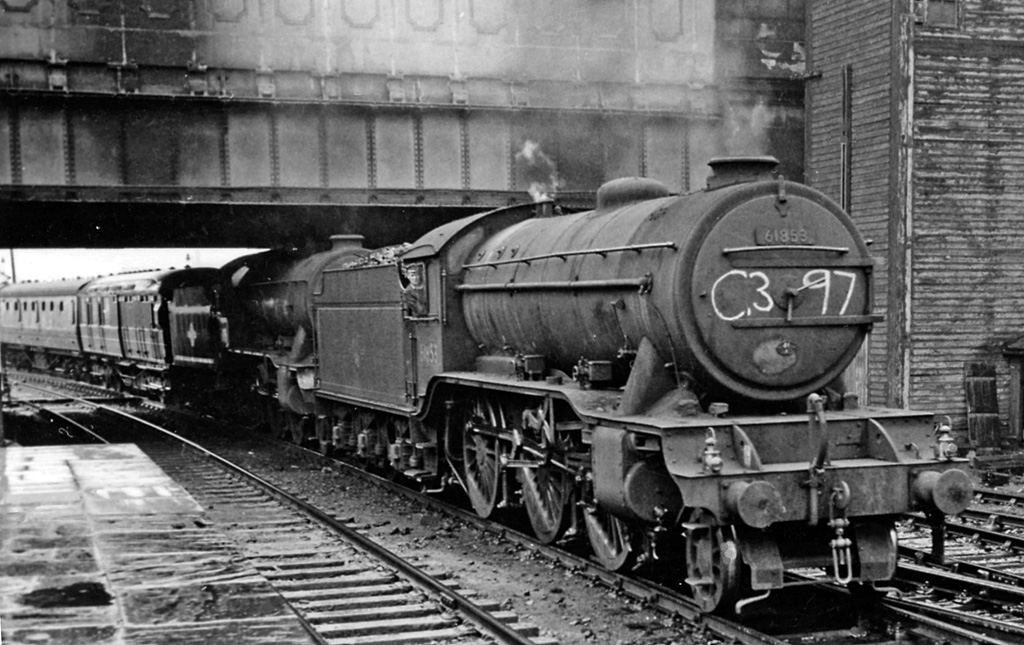
Zwei K3 im Personenzugdienst 1960 vor einem Verstärkerzug im Bahnhof von Preston im ehemaligen Netz der LMS
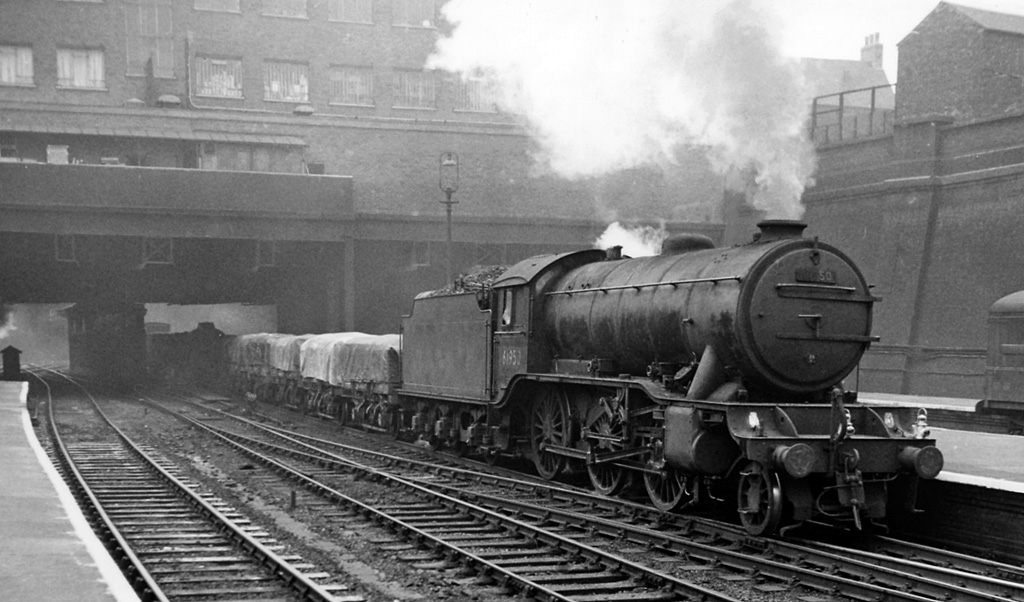
Lokomotive 61950 kurz vor ihrer im November 1962 erfolgten Ausmusterung im Oktober dieses Jahres im Bahnhof Nottingham Victoria

## Technik
Abgesehen vom Dreizylinderantrieb und dem deutlich größeren Kessel waren die H4 in vielen Teilen weitgehend baugleich zur Vorgängerklasse H3 (K2 der LNER). Von den Vorgängern übernommen wurde auch das Führerhaus in typischer GNR-Bauart ohne Seitenfenster und mit relativ begrenztem Platz für das Personal. Die an die LNER gelieferten Lose erhielten jedoch ein größeres Führerhaus mit Seitenfenstern, das nach einigen Jahren auch bei der ersten Bauserie nachgerüstet wurde.
Die Lokomotiven besaßen Plattenrahmen und Außenzylinder mit Walschaerts-Steuerung. Der Innenzylinder wurde mit der von Gresley entwickelten und patentierten Steuerung bedient, bei der die Bewegung des Kolbenschiebers des Innenzylinders über ein vor den Zylindern liegendes Gestänge aus den Bewegungen der Schieber der Außenzylinder abgeleitet wird. Ebenfalls nach einem Patent Gresleys ausgeführt wurde die Vorlaufachse, die ein mit Pendelfedern modifiziertes Bisselgestell erhielt. Die aus hochfestem, aber resonanzreichem Nickel-Chrom-Stahl hergestellten Treib- und Kuppelstangen führten zu einem für die meisten von Gresley entworfenen Lokomotiven sehr typischen  „Klackern“. Der Kessel war zu der Zeit der größte im britischen Lokomotivbau eingesetzte Kessel und besaß eine Feuerbüchse aus Kupfer.
Während ihrer Einsatzzeit waren die Lokomotiven relativ wenigen technischen Änderungen unterworfen. 1928 erprobte die LNER bei einer Maschinen veränderte, längere Kolbenschieber in einer von der LNER-Klasse A1 stammenden Bauform. Die dadurch verbesserten Ein- und Ausströmverhältnisse in den Zylindern führten zu einer deutlichen Reduzierung des Kohleverbrauchs, woraufhin alle bereits vorhandenen Maschinen entsprechend umgebaut wurden; die weiteren Baulose erhielten diese Kolbenschieber bereits ab Werk. Für den Einsatz außerhalb des ehemaligen GNR-Netzes wurde bei den älteren Maschinen des ersten Bauloses der Schornstein und der Dampfdom etwas in der Höhe reduziert, um dem niedrigeren Lichtraumprofil auf Strecken der ehemaligen North British Railway und der North Eastern Railway zu entsprechen. Ab dem zweiten Baulos wurden die niedrigeren Bauformen ab Werk vorgesehen. Das zweite Baulos erhielt ein verändertes Blasrohr, womit erfolgreich die zunächst schlechte Dampferzeugung verbessert werden konnte. Ein Teil der Maschinen erhielt im Laufe der Einsatzzeit etwas größere Tender, andere Maschinen jüngerer Baulose erhielten nachträglich ältere Tender nach GNR-Bauart, die sie bis zu ihrer Ausmusterung behielten.

## Modelle
Modelle dieser Baureihe in der Nenngröße 00 hat der chinesische Modellbahnhersteller Bachmann zwischen 2004 und 2015 in verschiedenen Lackierungs- und Beschriftungsvarianten auf den Markt gebracht.